# Souhláska
Souhlásky (konsonanty) jsou takové hlásky, jejichž charakteristickým rysem (na rozdíl od samohlásek) je šum, který vzniká specifickým postavením či pohybem mluvidel.
Jazyky se různí také počtem souhlásek: zaniklý kavkazský ubychijský jazyk jich měl 84 a novoguinejský rotokas pouhých 6 (jeho abeceda má celkem 12 písmen).

## Artikulace

### Rozdělení podle způsobu artikulace
Souhlásky jsou poměrně heterogenní skupinou zvuků, existuje mnoho způsobů jejich tvoření. Společná vlastnost, která odlišuje souhlásky od samohlásek, je jejich relativní zavřenost. To znamená, že při jejich artikulaci jsou ústa otevřena méně než u samohlásek, čímž vznikají překážky a turbulence při proudění vzduchu – příčina vzniku šumu.

#### Pulmonické souhlásky
Pulmonické hlásky vznikají prouděním vzduchu, který je uváděn do pohybu pomocí plic. Skupiny pulmonických souhlásek jsou následující:

##### Konstriktivy
Konstriktivy – úžinové souhlásky – se tvoří těsným přiblížením dvou artikulátorů, čímž vzniká úžina (konstrikce) a silný šum. Při artikulaci konstriktiv je nutné přesné postavení artikulátorů, i malá odchylka je dobře slyšitelná. Proto se v této skupině rozlišuje největší počet souhlásek. Podle sluchového (akustického) dojmu se též nazývají třené souhlásky (frikativy).

##### Okluzivy
Okluzivy – závěrové souhlásky – vznikají přechodným vytvořením překážky (okluze), která brání proudění vzduchu. Uvolněním závěru dojde k prudkému uvolnění přetlaku vzduchu a vzniká typický šum (exploze). Podle sluchového dojmu se též nazývají ražené souhlásky (explozivy, často jen plozivy).

##### Semiokluzivy
Semiokluzivy – polozávěrové souhlásky – vznikají prvotní krátkou okluzí, která je vzápětí uvolněna a plynule následována konstrikcí. V podstatě jde o rychlý sled okluzivy a konstriktivy, které jsou artikulovány současně. Ve výslovnosti lze zřetelně rozlišit současnou artikulaci u semiokluzivy (např. české /c/ [ts]) od dvou samostatně vyslovených souhlásek (např. [t] a [s]). Podle sluchového dojmu se též nazývají poloražené souhlásky (afrikáty).

##### Nazály
Nazály, nosovky, vznikají vytvořením okluze (závěru) v dutině ústní a uvolněním cesty vzduchu nosní dutinou poklesem měkkého patra. Vyznačují se šumem i tónem (sonoritou), který je formován rezonancí v ústní dutině (závislé na postavení artikulátorů a místě vytvoření okluze). Obvykle se jedná o souhlásky znělé. Na konci artikulace dochází k uvolnění okluze v ústní dutině, proto se též někdy přiřazují mezi okluzivy.

##### Aproximanty
Aproximanty vznikají přiblížením (aproximací) artikulátorů, které není tak těsné jako u konstriktiv, ale těsnější než u samohlásek. Nemají výrazný šum ani tón. Aproximanty jsou nejvíce otevřené souhlásky, a tvoří tedy jakýsi plynulý přechod k samohláskám.

##### Vibranty
Vibranty, kmitavé souhlásky, vznikají aerodynamicky podmíněným, opakovaným dotykem artikulátorů (kmitáním).

##### Verberanty
Verberanty, někdy též švihy (tento termín není příliš vžitý), se vyznačují rychlým dotykem dvou artikulátorů, který je na rozdíl od vibrant pouze jednorázový. V češtině se obvykle nedůrazné "r" artikuluje spíš jako verberant než jako vibrant.

##### Laterální vs. středové souhlásky
Většina souhlásek vzniká prouděním vzduchu podél středové linie jazyka. V případě konstriktiv a aproximant však může vzduch proudit také okolo boků jazyka, přičemž špička jazyka se může dotýkat v horní části ústní dutiny. Takové souhlásky se nazývají bokové (laterální).

#### Nepulmonické souhlásky
Nepulmonické souhlásky jsou tvořeny proudem vzduchu, který je dáván do pohybu jiným způsobem než plícemi. Tato skupina souhlásek, které se v češtině nevyskytují, zahrnuje mlaskavky, ejektivy a implozivy.

### Rozdělení podle místa artikulace

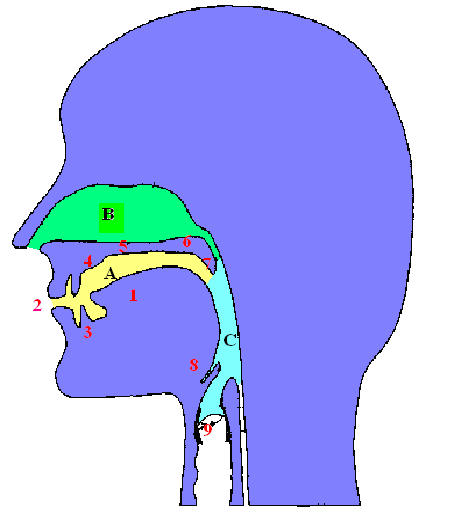
Schéma artikulačního ústrojí s vyznačením jeho částí:
A – ústní dutina (cavum oris),
B – nosní dutina (cavum nasi),
C – hltan (pharynx)
1 – jazyk (lingua), 2 v rty (labia), 3 – zuby (dentes), 4 – dásňový oblouk se sklípky (alveoli), v nichž jsou usazeny zuby, 5 – tvrdé patro (palatum durum), 6 – měkké patro (palatum velum), 7 – čípek (uvula), 8 – hrtanová záklopka (epiglottis), 9 – hlasivková štěrbina (glottis)

Následující rozdělení souhlásek používá názvosloví, které není zcela systematické, protože částečně pojmenovává oba artikulátory, částečně jen jeden z artikulátorů zapojených do tvoření hlásek. Nicméně toto rozdělení je vžité a všeobecně užívané.
| Místo artikulace | Zúčastněné artikulátory                                                              |
| ---------------- | ------------------------------------------------------------------------------------ |
| bilabiální       | oba rty                                                                              |
| labiodentální    | dolní ret a horní zuby                                                               |
| lingvolabiální   | horní ret a jazyk                                                                    |
| interdentální    | horní i dolní zuby a jazyk                                                           |
| dentální         | horní zuby a jazyk                                                                   |
| (pre)alveolární  | přední část horních dásňových výstupků a jazyk                                       |
| postalveolární   | zadní část horních dásňových výstupků a jazyk                                        |
| retroflexní      | zadní část horních dásňových výstupků nebo tvrdé patro a špička jazyka ohnutá vzhůru |
| palatální        | tvrdé patro a jazyk                                                                  |
| velární          | měkké patro a jazyk                                                                  |
| uvulární         | zadní konec měkkého patra a jazyk                                                    |
| faryngální       | kořen jazyka a stěna hltanu                                                          |
| epiglotální      | hrtanová záklopka                                                                    |
| glotální         | hlasivky                                                                             |

### Sekundární modifikace výslovnosti
Kromě výše uvedených míst artikulace se do procesu tvoření souhlásek mohou zapojovat další orgány, které znění souhlásky modifikují. Sekundární artikulace se v přepisu výslovnosti označuje pomocí horních indexů a diakritiky, přidávaných k základnímu symbolu.
| Příklad | Sekundární artikulace | Popis                                                                 |
| ------- | --------------------- | --------------------------------------------------------------------- |
| kʷ      | labializace           | zaokrouhlení rtů                                                      |
| tʲ      | palatalizace          | zdvižení jazyka v oblasti tvrdého patra                               |
| lˠ      | velarizace            | zdvižení jazyka v oblasti měkkého patra                               |
| tˁ      | faryngalizace         | striktura (zúžení) v oblasti hltanu                                   |
| z̃       | nazalizace            | spuštění měkkého patra (vzduch proudí současně ústní i nosní dutinou) |
| kʰ      | aspirace              | šum hlasivkového původu                                               |

Ve spisovné české výslovnosti se takovéto modifikace nevyskytují.

### Hlasnost
Hlasností se rozumí účast aktivní hlasivek (fonace) na tvorbě hlásek, která se akusticky projevuje znělostí. Souhlásky se obvykle dělí na hlasné (znělé) a nehlasné (neznělé), často tvoří páry lišící se pouze hlasností. V některých jazycích kromě normální (modální) fonace odlišuje také fonace dyšná a třepená.
| Typ činnosti hlasivek       | Popis |
| --------------------------- | --- |
| neznělá hláska – bez fonace | hlasivky jsou oddáleny a nevibrují |
| dyšná fonace                | hlasivky vibrují s menší mírou kontaktu, průtok vzduchu štěrbinou je větší                                                               |
| normální (modální) fonace   | hlasivky vibrují s mírou kontaktu obvyklou pro znělé hlásky                                                                              |
| třepená (chraplavá) fonace  | hlasivky vibrují s vyšší mírou kontaktu, průtok štěrbinou je menší, vyšší napětí hrtanového svalstva způsobuje nepravidelnosti ve fonaci |

### Iniciační mechanismus
Většina souhlásek (v češtině všechny) patří mezi tzv. pulmonické egresivní. To znamená, že iniciační mechanismus, dodávající energii pro jejich tvoření, spočívá ve vytlačování vzduchu z plic.
Souhlásky můžeme dělit na egresivní a ingresivní. Při jejich tvoření egresivních hlásek vzniká v dutinách mluvidel přetlak, vytlačující vzduch ven. Naopak u ingresivních hlásek vzniká podtlak, který nasává vzduch dovnitř.
Podle orgánu, který vytváří přetlak nebo podtlak, dělíme souhlásky na pulmonické (plíce a bránice), glotalické (hlasivky) a velarické (měkké patro).

## Akustické vlastnosti
Z akustického hlediska jsou souhlásky dosti heterogenní skupinou zvuků. Společnou vlastností je přítomnost šumu, tj. nepravidelných kmitů. Tato vlastnost se nazývá konsonantnost. To je hlavní rozdíl od samohlásek.

### Obstruenty a sonory, znělost
Jako obstruenty se označují nevokální souhlásky s vysokou mírou šumu (podle překážky (obstrukce), která se staví do proudu vzduchu). V češtině i mnoha jiných jazycích vytvářejí korelační páry, jejichž členy se od sebe liší znělostí. Do této skupiny se řadí explozivy (okluzivy), afrikáty (semiokluzivy) a frikativy (konstriktivy). Znělé pravé souhlásky se vyznačují přítomností tónu, který je však jiné kvality než u samohlásek a sonor. V české terminologii se označují jako pravé souhlásky.
Podskupinou frikativ jsou sibilanty (sykavky), které se vyznačují vyšší amplitudou a frekvencí, a jsou tedy hlasitější než non-sibilanty. Jedná se o frikativy ze skupiny alveolárních a postalveolárních. Obdobně to platí i o asibilantách (polosykavkách), což jsou afrikáty tvořené na témže místě.
Jako sonory (sonoranty) se označují souhlásky, které jsou vždy znělé (netvoří znělostní páry) a vyznačují se vokálností – přítomností vyšších frekvencí, tzv. formantů (F1, F2 atd.), ve svém spektru. V české terminologii se nazývají jedinečné souhlásky.
K jedinečným souhláskám patří i klouzavé hlásky (tzv. glide, např. [w, j, ʊ̯]), které jsou svým charakterem polovokály (blízké samohláskám). Nemají příznak konsonantnosti ani vokálnosti. Rovněž jsou vždy znělé.
Znělost je dána aktivní činností hlasivek (fonací), které vytvářejí základní frekvenci F0. Znělé souhlásky se vyznačují přítomností tónu.
| Vlastnost              | Samohláska                       | Souhláska | Souhláska          | Souhláska                     | Souhláska                        |
| Vlastnost              | Samohláska                       | klouzavá  | jedinečná          | pravá znělá                   | pravá neznělá                    |
| ---------------------- | -------------------------------- | --------- | ------------------ | ----------------------------- | -------------------------------- |
| znělost (F0)           | +                                | +         | +                  | +                             | −                                |
| vokálnost (F1, F2 ...) | +                                | −         | +                  | −                             | −                                |
| konsonantnost (šum)    | −                                | −         | +                  | +                             | +                                |
| Zástupci v češtině     | a, ɛ, ɪ, o, ʊ aː, ɛː, iː, oː, uː | j, ʊ̯      | m, n, ɲ, r, l ɱ, ŋ | b, d, g, v, z ʒ, ɦ, r̝, dz, dʒ | p, t, k, f, s ʃ, x, r̝°, ts, tʃ ʔ |

Pro srovnání uvádí tabulka i samohlásky.

### Kompaktnost – nekompaktnost
Kompaktní jsou hlásky, které mají zvukovou energii soustředěnou uprostřed spektra, nekompaktní mají toto maximum posunuto k hornímu nebo dolnímu okraji spektra. Kompaktní souhlásky se vyslovují v zadní části ústní dutiny (od postalveolár až po glotály), ostatní jsou nekompaktní.

### Drsnost – matnost
Drsné souhlásky se vyznačují výraznými nepravidelnostmi složek zvuku, velkým třecím šumem způsobeným turbulencemi vzduchu. Drsné jsou frikativy a afrikáty. Ostatní souhlásky jsou matné. Vyznačují se sourodým zvukovým spektrem.

### Kontinuálnost – nekontinuálnost
Tato vlastnost se týká časového trvání artikulace a výsledného zvuku. Kontinuální (nepřerušené) souhlásky lze vyslovovat relativně dlouhou dobu. Nekontinuální mají během své artikulace úplný závěr (okluzi) s následnou explozí, jedná se tedy o explozivy (okluzivy) orální i nazální a afrikáty (semiokluzivy).

### Gravisovost – akutovost
Gravisové (tupé) souhlásky zahrnují nízké frekvence ve svém spektru. Jedná se přední (bilabiály, labiodentály a dentály) a zadní (veláry – glotály) souhlásky.
Akutové (ostré) souhlásky jsou všechny ostatní. Mají ve svém spektru převážně vysoké frekvence.

### Délka
Délkou souhlásek se rozumí jejich trvání. Fonologické rozlišování délky souhlásek není tak časté jako u samohlásek, což souvisí i s tím, že souhlásky nejsou artikulačně jednotnou třídou segmentů a jejich trvání se může projevovat různým způsobem. Např. u exploziv a afrikát se může prodloužit doba okluze (závěru), exploze je ze své podstaty jen krátkodobým jevem. Omezená možnost trvání je např. u verberant.
Příkladem jazyků, kde délka souhlásek má fonologickou rozlišovací hodnotu je arabština nebo finština. Např. finské tuli [ˈtʊli] (oheň) a tulli [ˈtʊlːi] (clo). V estonštině jsou dokonce popisovány 3 stupně délky hlásek. Dlouhé souhlásky se také vyskytují ve slovenštině.
Délka souhlásek je též často dávána do souvislosti s geminací, zdvojováním souhlásek.

## Souhlásky v češtině
V češtině existují slova složená jen ze souhlásek, ze kterých se také skládají jazykolamy, například Strč prst skrz krk a další. Mezi nejdelší patří scvrnkls nebo čtvrthrst, které je sice možným okazionalismem, ale i kodifikované cvrnkls je mezi indoevropskými jazyky poměrně výjimečné.